# Pavillon de l'Association de téléphonie du Canada
Le Pavillon de l'Association de téléphonie du Canada (aussi connu sous les noms de Pavillon du téléphone et Pavillon de Bell Canada) faisait partie de l'Expo 67, une exposition internationale tenue à Montréal, Québec, Canada en 1967 pour souligner le Centenaire de la Confédération du Canada.
Le pavillon a été construit pour promouvoir les compagnies de téléphone canadiennes et leurs services. Conçu par l'architecte torontois Gordon Adamson (en) et la firme d'architectes David, Barrot et Boulva de Montréal, l'attraction principale du pavillon était Canada '67, un film documentaire réalisé par Robert Barclay pour la Walt Disney Company. Le film était présenté en Circle-Vision 360°, une technique de cinéma développée par Walt Disney Imagineering pour certaines attractions des parcs Disney, devant un public de 1 200 à 1 500 personnes, toutes les 30 minutes,,. Six millions de personnes fréquentent le pavillon pendant l'exposition universelle.
Des démonstrations du vidéophone Picturephone d'AT&T étaient également présentées au pavillon,,,. Des vidéophones de démonstration étaient disponibles pour que le public puisse les tester, et les visiteurs pouvaient téléphoner par vidéophone à des destinataires bénévoles dans d'autres villes. Le pavillon comportait en outre une forêt enchantée où les jeunes visiteurs s'assoyaient sur des champignons pour téléphoner à leurs personnages de dessins animés préférés, ainsi qu’une murale peinte par l’artiste Henry J. Simpkins.
On pouvait aussi voir les services de communication de l'avenir. Des hôtesses du pavillon, élégamment vêtues, y faisaient des démonstrations des technologies de télécommunication du futur, notamment des services bancaires par téléphone,,.